# Mohamed Ali Chouri
Mohamed Ali Chouri, né le 7 mai 1962 à Sousse, est un athlète tunisien spécialisé en cross-country.
Il remporte de nombreux titres de cross-country dans des catégories juniors, l'apothéose de sa carrière étant le titre de champion du monde junior de cross-country obtenu à Madrid en 1981.
Toutefois, juste après cette consécration, les malentendus et les incompréhensions entre le coureur et son club puis avec la fédération précipite la fin de sa carrière à l'âge de 24 ans.

## Palmarès
- Champion de Tunisie cadet de cross-country : 1978, 1979
- Champion de Tunisie junior de cross-country : 1980, 1981
- Champion du monde junior de cross-country : 1981
- Médaillé de bronze aux championnats d'Afrique d'athlétisme (10 000 mètres) : 1984